# V481 Возничего
V481 Возничего (лат. V481 Aurigae) — одиночная переменная звезда в созвездии Возничего на расстоянии (вычисленном из значения параллакса) приблизительно 11376 световых лет (около 3488 парсеков) от Солнца. Видимая звёздная величина звезды — от +15,5m до +14,2m.

## Характеристики
V481 Возничего — красная пульсирующая медленная неправильная переменная звезда (LB:) спектрального класса M. Эффективная температура — около 3291 K.